# Culicoides nattaiensis
Culicoides nattaiensis är en tvåvingeart som beskrevs av Lee och Reye 1955. Culicoides nattaiensis ingår i släktet Culicoides och familjen svidknott. Inga underarter finns listade i Catalogue of Life.